# Boussay (Loire-Atlantique)
Boussay település Franciaországban, Loire-Atlantique megyében. Lakosainak száma 2814 fő (2022. január 1.). Boussay La Bruffière, Gétigné, Sèvremoine és Cugand-la-Bernardière községekkel határos.

## Népesség
A település népességének változása:
| Lakosok száma | 2106 | 2161 | 2316 | 2548 | 2677 | 2629 | 2621 | 2682 | 2722 | 2814 |
|               | 1968 | 1982 | 1990 | 2006 | 2013 | 2015 | 2017 | 2019 | 2020 | 2022 |